# Cầy thảo nguyên đuôi trắng
Cầy thảo nguyên đuôi trắng, tên khoa học Cynomys leucurus, là một loài động vật có vú trong họ Sóc, bộ Gặm nhấm. Loài này được Merriam mô tả năm 1890.

## Hình ảnh

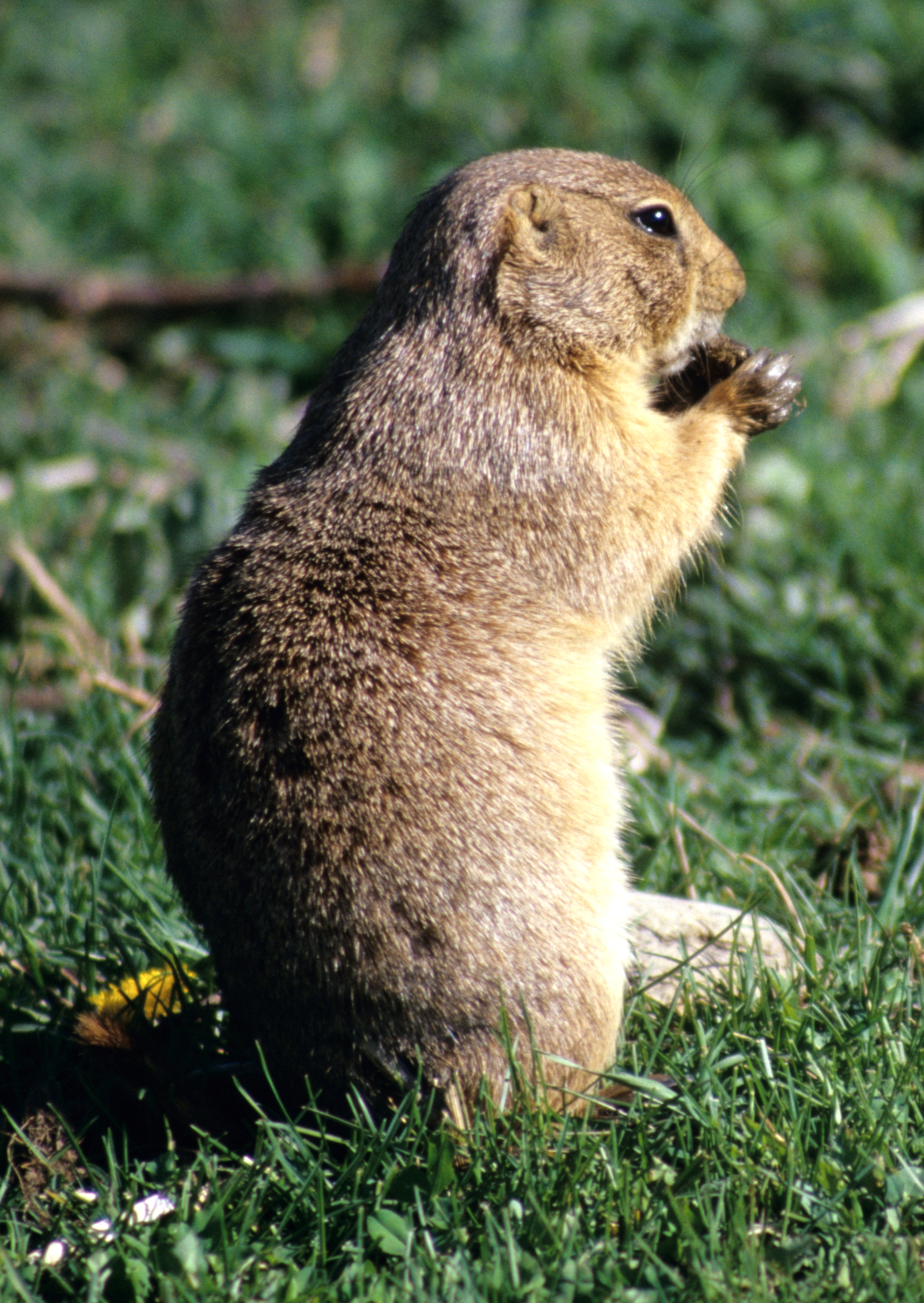
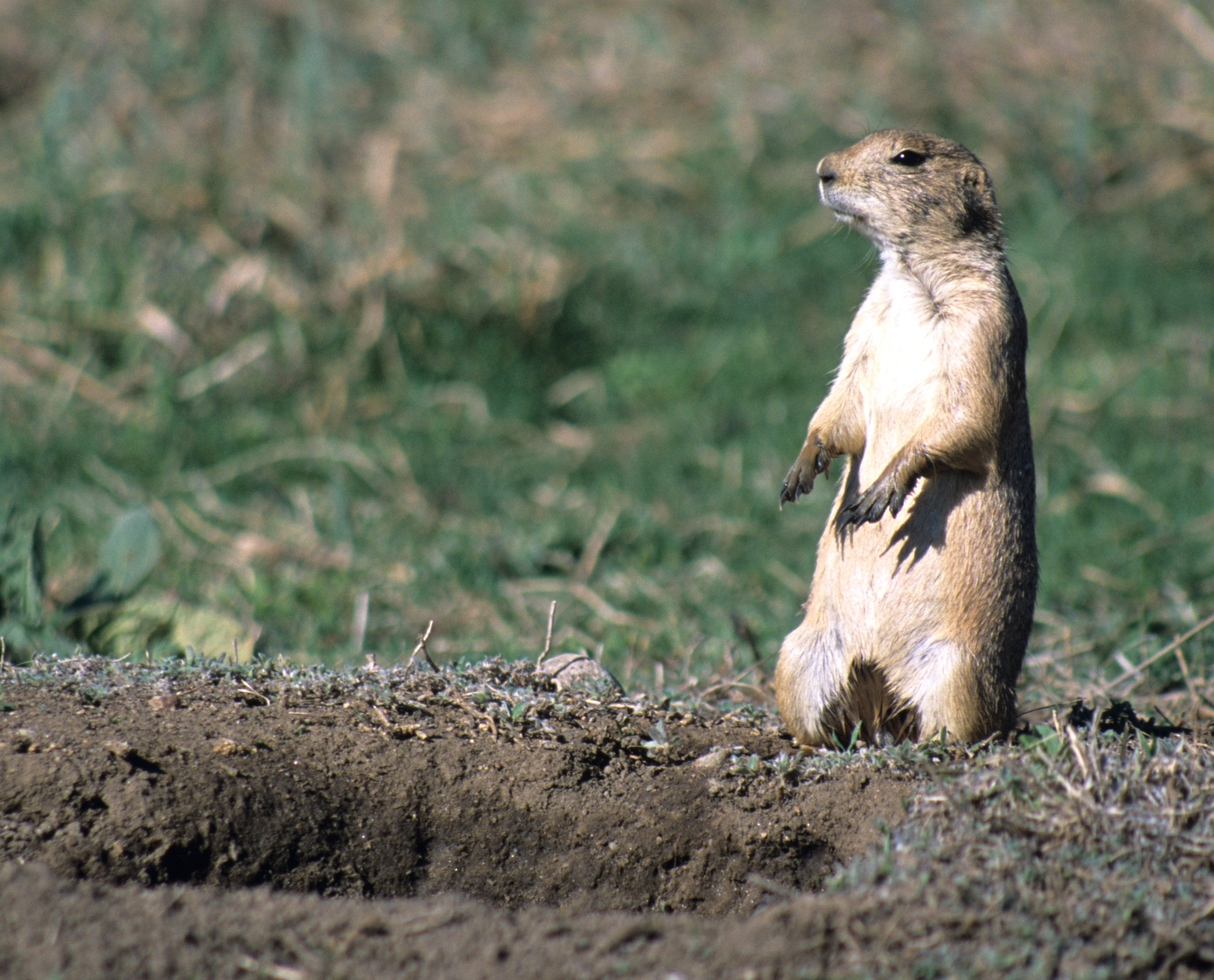
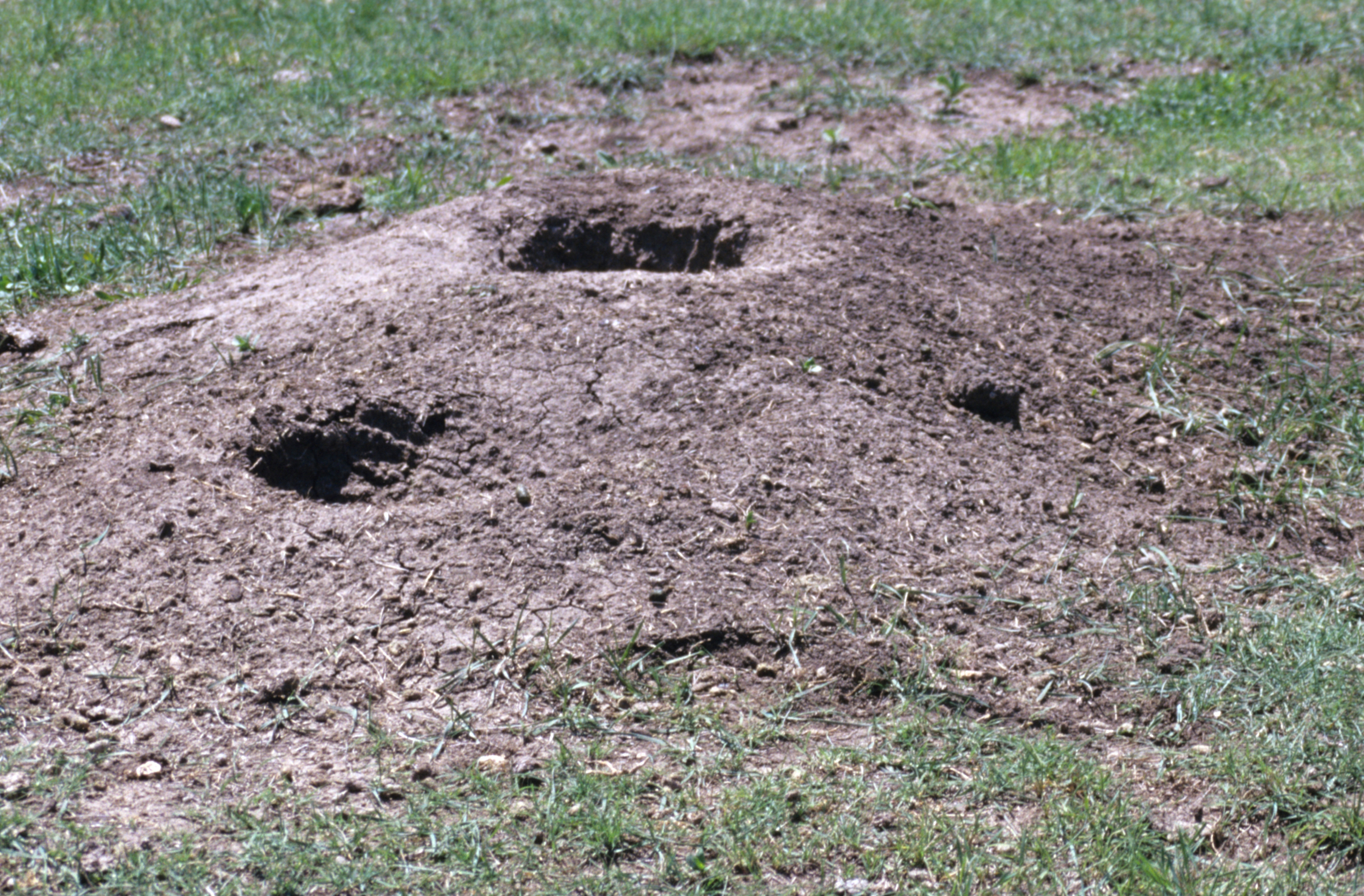
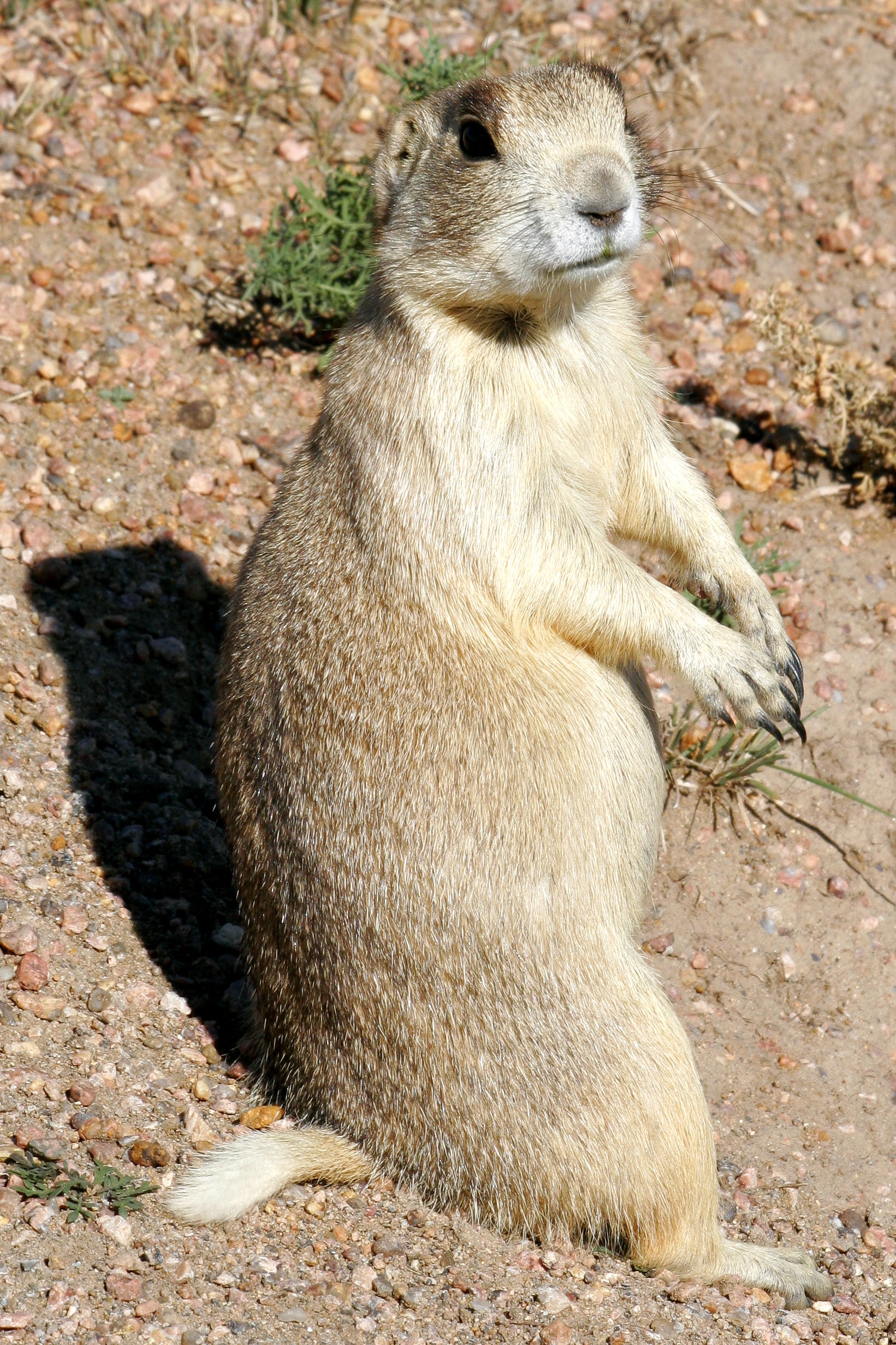